# Christian de Waldeck
Christian, comte de Waldeck (25 décembre 1585 à Eisenberg – 31 décembre 1637 à Waldeck), est comte de Waldeck-Wildungen et aussi chambellan impérial.

## Biographie
Christian est le fils du comte Josias Ier de Waldeck-Eisenberg (1554-1588) et de son épouse Marie de Barby (1563-1619). Il est le tuteur de son neveu Simon Louis de Lippe (1627-1631) et, plus tard, du fils de son neveu, Simon Philippe de Lippe (1636-1637) dans le comté de Lippe.
Christian est décédé en 1637 et est remplacé en tant que comte de Waldeck-Wildungen par son fils Philippe VII. Son plus jeune fils, Jean, devient comte de Waldeck-Landau sous le nom de Jean II.

## Procès de Sorcières
Christian de Waldeck est responsable de la violente série de Chasse aux sorcières à Wildungen, qui commence en 1629. Jusqu'en 1632, le procès coûte la vie à 29 victimes, y compris Élisabeth Kotzenberg, la femme de Günther Samuel, qui est le secrétaire de Christian. Elle est torturée et est décédée à l'hôtel de Ville le 3 juillet 1630.

## Le mariage et la descendance
Le 18 novembre 1604, il épouse la comtesse Élisabeth de Nassau-Siegen (1584-1661), fille du comte Jean VII de Nassau-Siegen et de sa femme Madeleine de Waldeck-Wildungen. Christian et Élisabeth ont 16 enfants :
- Marie-Madeleine (1606-1671), mariée en 1623 au comte Simon VII de Lippe
- Sophie-Julienne (1607-1637), mariée en 1633, à Hermann de Hesse-Rotenbourg, le fils du landgrave Maurice de Hesse-Cassel
- Anne-Augusta (1608-1658), épouse en 1627, le comte Jean de Sayn-Wittgenstein
- Élisabeth (1610-1647), épouse en 1634, le comte Guillaume Wirich de Daun-Falkenstein
- Maurice (1611-1617)
- Catherine (1612-1649), mariée en 1631 au comte Simon Louis de Lippe et en 1641 au duc Philippe-Louis de Schleswig-Holstein-Sonderbourg-Wiesenbourg
- Philippe VII de Waldeck (1613-1645), comte de Waldeck-Wildungen, épouse en 1634, la comtesse Anne-Catherine de Sayn-Wittgenstein
- Christine de Waldeck-Wildungen (1614-1679), mariée en 1642, au comte Ernest de Sayn-Wittgenstein-Hombourg
- Dorothée (1616-1661), mariée en 1641 au comte Emich XIII de Leiningen-Falkenbourg
- Agnès (1617-1651), mariée en 1650 au comte Jean-Philippe III de Leiningen-Dagsbourg
- Sybille de Waldeck-Wildungen (1619-1678), mariée en 1643 au comte Frédéric Emich de Leiningen-Dagsbourg
- Jeanne-Agathe (1620-1636)
- Gabriel (1621-1624)
- Jean II (1623-1680), comte de Waldeck-Landau, marié en 1644, à la comtesse Alexandrine-Marie de Veblen-Meggen et en 1655 à Henriette-Dorothée de Hesse-Darmstadt
- Louise (1624-1665), mariée en 1647 au baron Gerard-Louis d'Effern